# Нейково (Добричская область)
Нейково (болг. Нейково) — село в Болгарии. Находится в Добричской области, входит в общину Каварна. Население составляет 95 человек.

## Политическая ситуация
Нейково подчиняется непосредственно общине и не имеет своего кмета.
Кмет (мэр) общины Каварна — Цонко Здравков Цонев (независимый) по результатам выборов в правление общины.